# الأتراك في فنلندا
 الأتراك في فنلندا  هم السكان  الأتراك الذين يعيشون في فنلندا، بما في ذلك الأشخاص المولودون في فنلندا الذين لديهم آباء أتراك أو خلفية أسلاف تركية.

## التاريخ
أصبحت الهجرة التركية إلى فنلندا ظاهرة جديدة نسبياً في البلاد؛ وقد وصلت الغالبية منهم في أواخر الثمانينيات من القرن الماضي ومعظم المهاجرين هم من الذكور إلى حد كبير. وهكذا، فإن العديد من المراهقين الأتراك لديهم أم فنلندية. بين عامي 1987 و2012 كان هناك 894 من المواطنين الأتراك الذين هاجروا إلى فنلندا.
ووفقاً للإحصاءات الفنلندية، فإن أغلبية الأتراك يعيشون في منطقة أوسيما التي تضم مجتمعات صغيرة في بيركانما وفارسينايس سوومي، وبوهيانما الشمالية وكومنلاكسو.
غالبية المهاجرين الأتراك يعملون لحسابهم الخاص وهم في الغالب نشطون في قطاع المطاعم والوجبات السريعة.